# Travestie (dichtkunst)
Een travestie is een term uit de literatuur en de dichtkunst.
Daar gebruikt men de term voor een nabootsing van een serieus literair werk, waarbij de hoofdpersonen en de verhaallijn grotendeels gelijk zijn gebleven maar de vorm en stijl nadrukkelijk zijn veranderd. Het woord is afgeleid van het Italiaanse 'travestire' (verkleden). Het is een tegenhanger van de parodie.